# Anxiety (песня Doechii)
«Anxiety» (с англ. — «Тревожность») — песня американской рэперши Doechii, самостоятельно выпущенная на YouTube 10 ноября 2019 года. В отличие от одноимённой песни (2023) рэпера Sleepy Hallow, которая позже была выпущена на стриминг первой и напрямую ссылается на эту версию, в релизе Doechii она читает свои собственные куплеты вокруг хука. Песня получила распространение в начале 2025 года на платформе социальных сетей TikTok и была официально выпущена на цифровых стриминговых платформах 4 марта 2025 года.
В треке заметно семплирование песни 2011 года «Somebody That I Used to Know» Готье и Кимбры, мирового хита 2011 года (она была № 1 в Billboard Hot 100), которая, в свою очередь, ссылается на инструментальную композицию  бразильского гитариста Луиса Бонфа «Seville» из его альбома Luiz Bonfá Plays Great Songs (1967) и «Milla piccolo cagnetto» Лучано Силиджини Гараньяни, с перкуссией, сочетающей латинские и африканские ритмы с мелодией ксилофона, основанной на детской потешке «Baa, Baa, Black Sheep».
«Anxiety» — самый успешный сингл Doechii на сегодняшний день, возглавивший чарты в Австралии, Швейцарии, Новой Зеландии и Латвии и вошедший в первую десятку чартов в разных странах, включая Великобританию, Германию, Францию и США. После выхода сингла он был добавлен в качестве бонус-трека на микстейп Doechii 2024 года Alligator Bites Never Heal.

## Предыстория и релиз
Песня «Anxiety» была первоначально записана Doechii во время сессий записи её дебютного микстейпа Coven Music Sessions в 2019 году. В песне заметно сэмплирование композиции «Somebody That I Used to Know» Готье и Кимбры, которая в 2011 году была № 1 в Billboard Hot 100 и которая сэмплировала инструментальную композицию «Seville» (1967) в исполнении бразильского гитариста Луиса Бонфа (1922—2001). Первоначально Doechii самостоятельно выпустила песню на своём YouTube-канале 10 ноября 2019 года.
15 сентября 2023 года рэпер Sleepy Hallow выпустил одноимённую песню с участием Doechii в качестве сингла со своего студийного альбома Boy Meets World. Новая версия получила популярность в начале 2025 года в социальных сетях TikTok.
С 2019 года спрос на стриминговый релиз был высок, и в начале 2025 года Doechii разместила на платформе видео, свидетельствующее о предстоящем релизе. В итоге Doechii решила перезаписать свой вокал для сольной версии и анонсировала «Anxiety» примерно за полчаса до его появления на X с помощью обложки сингла, на которой изображено зеркальное чёрно-белое изображение рэперши, связанной своими косами. 4 марта 2025 года «Anxiety» был выпущен на цифровых стриминговых платформах компаниями Top Dawg Entertainment и Capitol Records.
«Anxiety» демонстрирует ранний экспериментальный подход Doechii, смешивая альтернативный R&B, рэп и уникальные элементы производства. В исходном сопровождающем музыкальном видео Doechii находится в спальне, демонстрируя сюрреалистические танцевальные движения, и время от времени переходит к клипам, в которых она исполняет трек.

## Отзывы
Его первый релиз имел ограниченный приём, поскольку в то время у Doechii не было большого числа поклонников. В феврале 2025 года, через пару лет после первоначального релиза, пользователи приложения TikTok обнаружили песню и начали создавать тренды, сопровождающие её.
Робин Мюррей из Clash написал, что песня «пересекает множество земель», подчёркивая «соул-вокал, откровенную лирику и жёсткий поток», в котором «сияют самые грубые строки». Мюррей также написал, что в тексте песни слушатель может найти «Doechii, работающую над самопрощением, принимающую округлую зрелость, которая может быть потеряна среди наглого блеска прожекторов». Элиас Эндрюс из HotNewHipHop написал, что в версии 2025 рэпер «больше погружается в нервную интенсивность сингла», ценя «нерегулярный, немного дурацкий ритм» из сэмпла, потому что он «служит шаблоном для вокального подхода Doechii. Она чередует рэп и пение, доказывая, что и то, и другое у неё получается мастерски».

## Коммерческие успехи
«Anxiety» дебютировал на четвертом месте в UK Singles Chart 14 марта 2025 года, став самым успешным дебютным синглом Doechii и первым синглом из топ-5. На той же неделе песня Sleepy Hallow «Anxiety» заняла 16-е место в чарте.
В Соединенных Штатах песня «Anxiety» дебютировала в топ-15 Hot 100, заняв 13-е место. На второй неделе пребывания в чарте песня поднялась до 10 места, став первым синглом певицы в первой десятки и самой высокой песней в чартах на сегодняшний день.
В конце марта 2025 года песня «Anxiety» возглавила чарты в Австралии, Швейцарии, Новой Зеландии и Латвии.
24 мая 2025 года песня возглавила чарт Radio Songs.

## Музыкальное видео
В марте вышел клип-визуализация, а официальное видео, снятое Джеймсом Маккелем, вышло 18 апреля 2025 года на канале YouTube. Видео отдает дань уважения клипу на песню «Somebody That I Used to Know».

## Награды и номинации
| Организация            | Год  | Категория         | Результат | Ссылка |
| ---------------------- | ---- | ----------------- | --------- | ------ |
| MTV Video Music Awards | 2025 | Song of the Year  | Ожидается | [ 25 ] |
| MTV Video Music Awards | 2025 | Best Hip Hop      | Ожидается | [ 25 ] |
| MTV Video Music Awards | 2025 | Video for Good    | Ожидается | [ 25 ] |
| MTV Video Music Awards | 2025 | Best Choreography | Ожидается | [ 25 ] |

## Чарты
| Чарт (2025)                           | Высшая позиция |
| ------------------------------------- | -------------- |
| Австралия (ARIA)                      | 1              |
| Австрия (Ö3 Austria Top 40)           | 3              |
| Бельгия/Фландрия (Ultratop 50)        | 5              |
| Бельгия/Валлония (Ultratop 50)        | 5              |
| Канада (Billboard Canadian Hot 100)   | 13             |
| СНГ (TopHit)                          | 3              |
| Чехия (Rádio — Top 100)               | 5              |
| Чехия (Singles Digitál Top 100)       | 5              |
| Германия (GfK)                        | 4              |
| Мир (Billboard Global 200)            | 3              |
| Греция (IFPI)                         | 1              |
| Венгрия (Single Top 40)               | 9              |
| Ирландия (IRMA)                       | 4              |
| Латвия (LaIPA)                        | 1              |
| Литва (AGATA)                         | 5              |
| Люксембург (Billboard)                | 2              |
| Нидерланды (Dutch Top 40)             | 19             |
| Нидерланды (Single Top 100)           | 10             |
| Новая Зеландия(RMNZ)                  | 1              |
| Норвегия (VG-lista)                   | 5              |
| Словакия (Rádio — Top 100)            | 4              |
| Словакия (Singles Digitál Top 100)    | 4              |
| Швеция (Sverigetopplistan)            | 12             |
| Швейцария (Schweizer Hitparade)       | 1              |
| Великобритания (OCC UK Singles)       | 3              |
| США (Billboard Hot 100) ·             | 9              |
| США (Billboard Adult Pop Airplay)     | 14             |
| США (Billboard Hot R&B/Hip-Hop Songs) | 3              |
| США (Billboard Pop Airplay)           | 1              |
| США (Billboard Rhythmic)              | 1              |

## Сертификации
| Регион | Сертификация | Продажи   |
| --- | ------------ | --------- |
| Франция (SNEP) | Золотой      | 100 000   |
| Новая Зеландия (RMNZ) | Золотой      | 15 000    |
| Швейцария (IFPI Switzerland) | Золотой      | 15 000    |
| Великобритания (BPI) | Серебряный   | 200 000   |
| Стриминг |              |           |
| Греция (IFPI Greece) | Золотой      | 1 000 000 |
| Данные о продажах + прослушиваниях приведены только на основе сертификации. · Данные только о прослушиваниях приведены на основе сертификации. |              |           |